# 曾省
曾省（1899年—1968年），又名曾省之，男，浙江瑞安人，中国农业昆虫学家、生物防治学家。

## 生平
1931年在法国里昂大学获得理学博士学位。